# Benedikt Müntnich

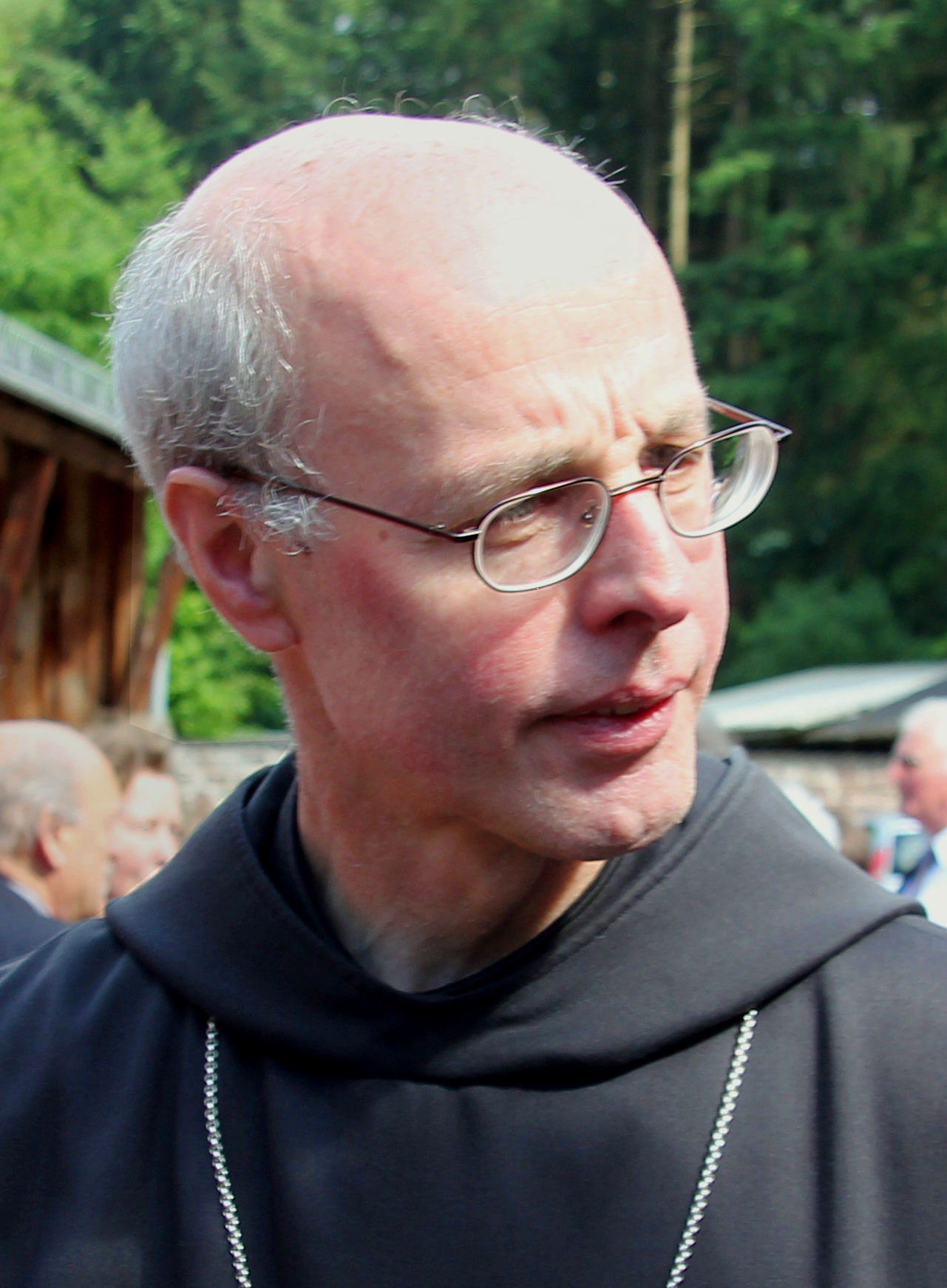
Abt Benedikt Müntnich (2013)

Benedikt Müntnich OSB (* 20. Oktober 1952 in Treis-Karden als Arnold Müntnich) ist Benediktiner und emeritierter Abt der Abtei Maria Laach.

## Leben
Benedikt Müntnich wurde 1952 in Treis an der Mosel in einer Winzerfamilie geboren und auf den Namen Arnold getauft. Über seinen frühen Werdegang schrieb er 2014 in einer Festschrift, wie er schon als Kind im Vorschulalter in der Bibel blätterte und sich die Geschichten zu den Bildern erzählen ließ. Dabei verschwieg er aber auch nicht, dass er als Zehn- oder Zwölfjähriger zweimal einen Bibeltext nicht wie vom Lehrer aufgetragen auswendig gelernt hatte und deswegen im Halbjahreszeugnis eine Fünf in Religion erhielt. Dennoch habe er früh die Berufung zum Ordensleben gespürt, in der ihn die Lektüre der Bibel bestärkte.
In seinem Heimatort ging Müntnich zur Grund- und Hauptschule, bevor er die Handelsschule in Cochem besuchte. Danach ging er zum erzbischöflichen Abendgymnasium nach Neuss, um das Abitur zu machen. 1974 trat er als Novize in die Benediktinerabtei Maria Laach ein, erhielt den Ordensnamen Benedikt und studierte fortan Philosophie und Theologie in Trier und Salzburg. 1981 wurde Benedikt Müntnich von Bischof Hermann Josef Spital in Maria Laach zum Priester geweiht. Anschließend war er 20 Jahre lang Novizenmeister. Außerdem wurde er Vorsitzender der Novizenmeisterkonferenz der deutschsprachigen Klöster.
Nach dem Rücktritt von Abt Anno Schoenen wurde Müntnich 2002 für zwölf Jahre zum 49. Abt von Maria Laach gewählt und erhielt am 7. November von Bischof Reinhard Marx die Abtsweihe. Unter den Gästen zur Abtsweihe waren unter anderem Vertreter der Orthodoxen Kirche in Deutschland, der Evangelischen Kirche im Rheinland und der Altkatholischen Kirche in Deutschland.
Abt Müntnich galt sowohl innerhalb wie außerhalb des Klosters als erfolgreich, nachdem er seit 2002 mit Unterstützung auch aus der Region und mithilfe des in seiner Amtszeit gegründeten Fördervereins der Freunde der Benediktinerabtei Maria Laach die Grundlagen für die wirtschaftliche Stabilisierung von Maria Laach geschaffen hatte. Dank seines Einsatzes wurden vor allem dringend nötige Baumaßnahmen verwirklicht. Eine kleinere Gruppe von Mönchen aber soll ihm vorgehalten haben, er habe „das Kloster zu sehr geöffnet“.
Bei der Abtwahl im September 2014 erreichte Müntnich zwar eine Mehrheit, die ihm jedoch nicht deutlich genug erschien, um bei den folgenden Wahlgängen zu kandidieren. Auf einen neuen Abt konnte sich die Klostergemeinschaft nicht einigen. Gernot Mittler, der Vorsitzende des zu dieser Zeit 1600 Mitglieder starken Vereins der Freunde der Benediktinerabtei Maria Laach, bedauerte, dass Abt Benedikt nicht wiedergewählt wurde, und sagte auf Anfrage: „Die enorme, positive Entwicklung der vergangenen Jahre ist sein Verdienst. Ich hoffe, dass es jetzt keine Rückwärtsentwicklung geben wird.“ Im Juli 2015 wählte der Verein Benedikt Müntnich zum Ehrenmitglied.
Seit 2014 lebte Benedikt Müntnich in der Abtei St. Hildegard bei Rüdesheim am Rhein. Prior-Administrator Pater Andreas Werner sagte dazu in einer Ansprache anlässlich der Mitgliederversammlung des Vereins der Freunde der Benediktinerabtei Maria Laach am 1. Juli 2017: „Abt em. Benedikt Müntnich plant, am Ende des Jahres von der Benediktinerinnenabtei St. Hildegard in Rüdesheim-Eibingen nach Maria Laach zurückzukehren. Ich habe ihn zu diesem Schritt ermutigt.“ Ende 2017 kehrte er nach Maria Laach zurück.

## Schriften
- Meine Jesusbibel. llustrationen von Lukas Ruegenberg, Butzon & Bercker, Kevelaer 2020, ISBN 978-3-7666-2616-5.
- Wie der Apostel Paulus um die Welt reiste: ... und was er dabei erlebte. Mit Lukas Ruegenberg, Butzon & Bercker, Kevelaer 2016, ISBN 978-3-7666-2231-0.
- Liebe will lebendig sein: Über die höchste christliche Tugend. Matthias-Grünewald-Verlag, Ostfildern 2009, ISBN 978-3-7867-2779-8.
- Ave: Die Geheimnisse des Rosenkranzes. Mit Johanna Dome, Illustrationen von Michael Blum, Patris Verlag, Vallendar 2008, ISBN 978-3-87620-304-1.
- Alle im Herzen tragen: In Christus Gemeinschaft leben. Matthias-Grünewald-Verlag, Ostfildern 2006, ISBN 3-7867-2597-7.
- Gott näher kommen: Alltag gestalten nach der Regel des heiligen Benedikt. Matthias-Grünewald-Verlag, Ostfildern 2005, ISBN 3-7867-2561-6.
- Ein weites Herz gewinnen: Geistlich leben nach der Regel des heiligen Benedikt. Matthias-Grünewald-Verlag, Ostfildern 2004, ISBN 3-7867-2514-4.